# همفري مود
همفري مود (بالإنجليزية: Humphrey Maud)‏ هو دبلوماسي بريطاني، ولد في 17 أبريل 1934، وتوفي في 10 نوفمبر 2013.